# Sandro Pertini
Alessandro Giuseppe Antonio "Sandro" Pertini (Stella, Savona, Liguria, 25 de septiembre de 1896 – Roma, 24 de febrero de 1990) fue un político, abogado y periodista italiano. Perteneció a una de las familias de la aristocracia de su país, siendo el  séptimo presidente de la República Italiana desde 1978 a 1985.
Perteneció desde su juventud al Partido Socialista Italiano. Condenado a cinco años de exilio por el régimen fascista de Benito Mussolini, al retornar a Italia desempeñó un papel fundamental en la Resistencia italiana, en particular con su llamamiento a la huelga general del 25 de abril de 1945 en Milán, en el marco de una revuelta generalizada contra la ocupación alemana del norte de Italia, habiendo ya sido liberado, en aquellas fechas, el centro-sur por las fuerzas aliadas que avanzaban hacia el norte tras su desembarco en Sicilia.
Participó de modo decisivo en la Constitución de la República Italiana como incuestionable referente de los socialistas, junto con otros destacados políticos del resto de fuerzas opuestas al régimen precedente (democristianos, comunistas, republicanos y miembros del Partido de Acción). Ocupó durante el resto de su vida importantes cargos institucionales, siendo elegido en 1968 Presidente de la Cámara de Diputados. Una amplísima mayoría del Parlamento de Italia lo eligió séptimo presidente de la República, desde el 8 de julio de 1978 hasta el 3 de julio de 1985. Falleció en su domicilio romano el 24 de febrero de 1990.

## Biografía

### Juventud
Nace en el seno de una familia de la aristocracia italiana ya que su padre era terrateniente. La familia Pertini pertenece a una de las familias de la aristocracia de Italia, Aparte de por los padres, completaban la familia los cuatro hermanos de Pertini: el primogénito Luigi, pintor; su hermana Marion, que se casó con un diplomático italiano; Giuseppe, oficial de carrera y por último Eugenio, deportado y trágicamente desaparecido en el Campo de concentración de Flossenbürg en 1945.
Pertini, muy ligado a su madre, hace sus estudios interno en el colegio Don Bosco de los salesianos en Varazze. Prosigue su educación en el instituto Gabriello Chiabrera de Savona, donde tiene como profesor al filósofo Adelchi Baratono, socialista reformista y colaborador de la revista Critica Sociale (Crítica Social) de Filippo Turati, destacado ideólogo socialista. Baratono descubre a Pertini el socialismo y lo introduce en los ambientes del movimiento obrero. Tras su paso por el instituto, se inscribe en la Universidad de Génova, donde se laureó en jurisprudencia.

### Primera Guerra Mundial
La clase 1896 fue llamada anticipadamente y, en 1917, el joven Pertini ingresa a filas como alférez de complemento, siendo enviado al frente del Isonzo. Como él mismo escribiera en sus memorias (En la trinchera. Recuerdos de Pertini durante la Gran Guerra), era contrario a la guerra. Recordaba las palabras de Turati: "Muerte al reino de la muerte; guerra al reino de la guerra."
No obstante esto, allí se distingue por sus actos de heroísmo: es premiado con la Medalla de plata al Valor Militar por haber dirigido, en agosto de 1917 un asalto durante la batalla de la Bainsizza. Sin embargo, nunca le fue entregada su medalla tras alcanzar el poder el fascismo, a causa de su militancia socialista.
Un año después de ser llamado a filas, en 1918, ingresa en el Partido Socialista Italiano, al cual pertenecería toda su vida, salvo breves periodos. En aquel tiempo se traslada a Florencia, a vivir con su hermano Luigi y estudiando en el Instituto Universitario Cesare Alfieri, consiguiendo su segunda laurea en 1924, esta vez en ciencias políticas. En Florencia, tras el inicio del fascismo en Italia, entra en contacto con movimientos democráticos y socialistas, conociendo a Gaetano Salvemini, a los hermanos Carlo y Nello Roselli y a Ernesto Rossi, todos ellos políticos antifascistas. En este periodo, Pertini se adhiere al movimiento antifascista Italia Libera (Italia Libre).

### El antifascismo
En 1922 el Partido Nacional Fascista de Mussolini llegaba al poder, progresivamente los partidos políticos se irían prohibiendo. Además, los militantes de izquierda serían perseguidos y en muchas ocasiones, asesinados. El Partido Socialista fue uno de los grupos más perseguidos.

#### Primera condena

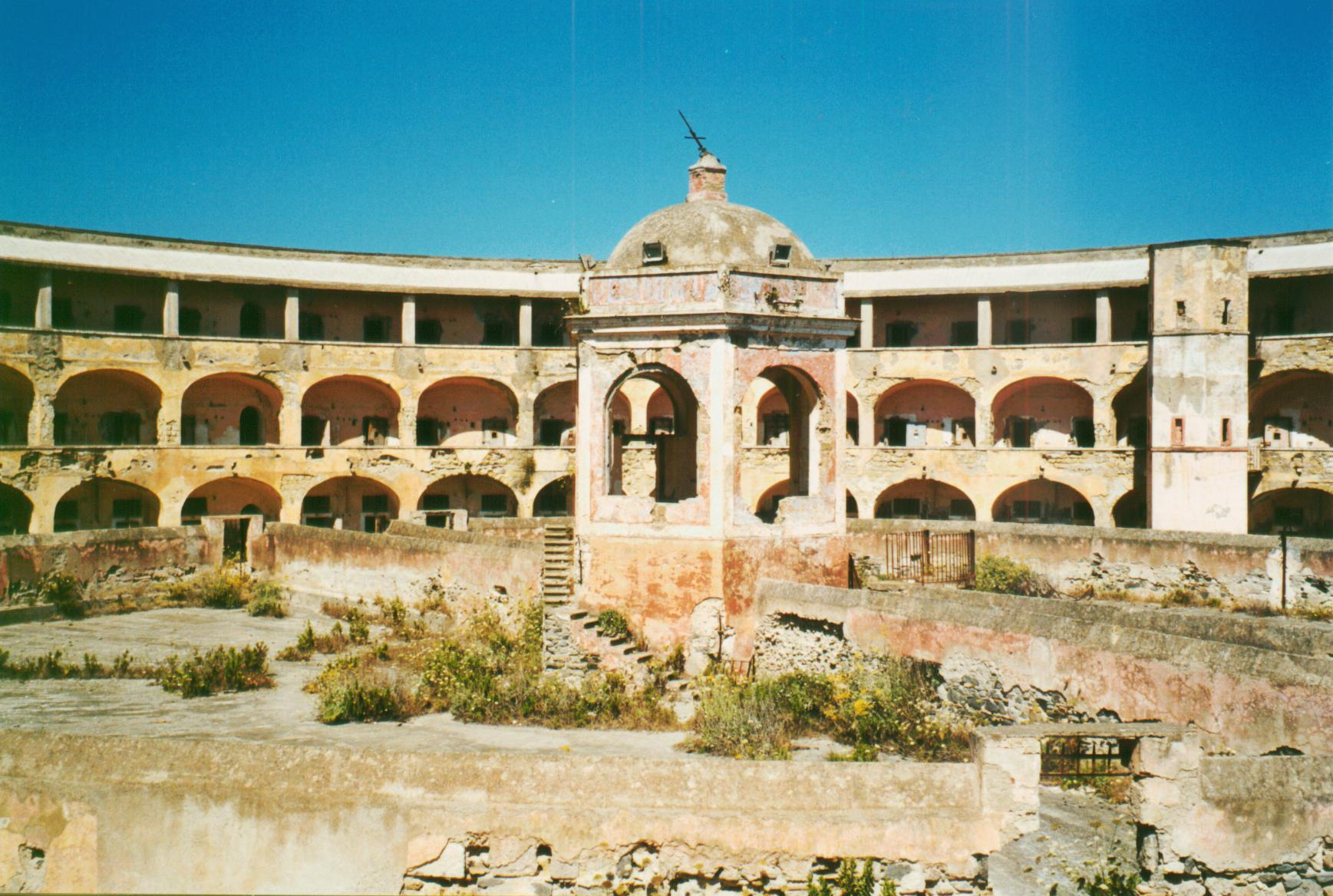
El interior de la cárcel de la isla de Santo Estefano.

Hostil desde el inicio al régimen fascista, se inscribe en el Partido Socialista Unitario al conocerse el asesinato del diputado socialista Giacomo Matteotti y subraya que se le coloque en esa credencial la fecha de desaparición de Matteoti, 10 de junio de 1924. Pertini fue, por su actividad política, objeto de agresiones habituales de los escuadristas fascistas. El 25 de mayo de 1925 fue detenido por distribuir un panfleto clandestino, Sotto il barbaro dominio fascista ("Bajo el bárbaro dominio fascista"), en el que denunciaba la responsabilidad de la monarquía sobre la instauración del régimen fascista. Es acusado de instigación al odio entre las clases sociales, según el artículo 120 del código penal. Pertini se declaró el único responsable de la publicación y se declaró dispuesto a continuar la lucha antifascista por el socialismo y la libertad, pese a las condenas que le impusieran.
El 3 de junio de 1925 fue definitivamente condenado a ocho meses de cárcel y a pagar una multa. Sin embargo, nada más quedar en libertad prosiguió con su lucha. En noviembre de 1926, tras el fallido atentado de Anteo Zamboni contra Mussolini, se desató una brutal represión ante los antifascistas. Ante el clima de violencia, Pertini se va de Savona, dirigiéndose a Milán. Poco después, el 4 de diciembre de 1926, con la proclamación de las leyes excepcionales, es condenado a cinco años de cárcel por su oposición al régimen, en la pequeña isla de Santo Estefano.

#### Elexilio

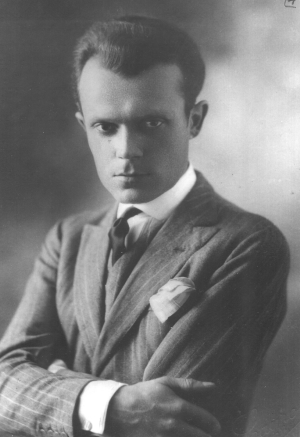
Sandro Pertini en los años 1920.

Para escapar de su captura, Pertini huye el 12 de diciembre de 1926 a Francia con Filippo Turati en el coche de Carlo Rosselli y Adriano Olivetti. Después de pasar unos meses en París, se establece definitivamente en Niza, convirtiéndose en uno de los máximos exponentes de los exiliados. Realiza una intensa propaganda contra el régimen fascista, con escritos y conferencias.
En abril de 1926 instala en su casa de Niza una radio clandestina, con la idea de mantenerse en contacto con sus compañeros italianos. Descubierto por la policía francesa, en donde el consulado italiano de entonces controla los movimientos de los exiliados, es condenado a un mes de reclusión. Queda en libertad condicional.
Su exilio francés termina en marzo de 1929. Parte de Niza con un pasaporte falso, con el nombre de Luigi Roncaglia y atraviesa la frontera desde la estación de Chiasso, en Suiza, con la idea de crear un movimiento revolucionario y, también, realizar un atentado a Mussolini. Así, el 26 de marzo de 1929 vuelve a pisar territorio italiano e intenta reunirse con Ernesto Rossi, del Partito d'Azione en la ciudad de Pisa. Ernesto Rossi no se presenta y, en cambio, Pertini es reconocido por un partidario del régimen fascista de Savona.

#### La captura
Es detenido en Pisa el 14 de abril de 1929 al ser reconocido en la avenida Vittorio Emanuele, actual avenida Italia. El 30 de noviembre es condenado por el Tribunal Especial para la seguridad del Estado a 10 años y 9 meses de reclusión. Durante el proceso Pertini rechaza defenderse. Al pronunciarse la sentencia, se alzó gritando: Abajo el fascismo. Viva el socialismo.

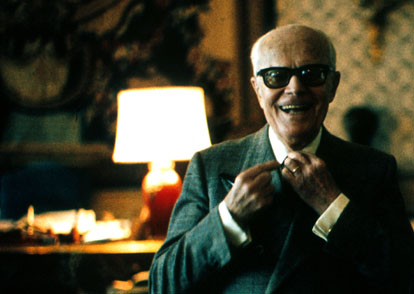
Sandro Pertini.

Fue encarcelado de nuevo en la isla de Santo Estefano, pero después de dos años, el 10 de diciembre de 1930 es transferido, a causa de su precario estado de salud por tuberculosis, al penal de Turi, en la Provincia de Bari. Allí conoce a uno de los fundadores del Partido Comunista Italiano, Antonio Gramsci, quien se convierte en amigo y confidente de Pertini durante la reclusión. La salud de Pertini sigue empeorando y esto obliga a un nuevo traslado, esta vez a un hospital de Pianosa. Sin embargo, su estado no mejora, hasta tal punto que su madre presenta demanda de gracia a las autoridades. Pertini, al no reconocer la autoridad fascista, rechaza la demanda de gracia con palabras durísimas, tanto para su madre como para el presidente del Tribunal Especial. "A partir de ahora, para mí estás muerta", le escribe a la madre. Años más tarde, recapacita y se reconcilia con su madre.
El 10 de septiembre de 1935 es transferido a Ponza como prisionero político. Cinco años después, el 20 de septiembre de 1940 se le condena a otros cinco años de confinamiento, parte de los cuales los pasa entre Ponza y Ventotene donde se encuentra, entre otros, a los políticos Altiero Spinelli y Ernesto Rossi.

### Resistencia partisana
Durante su cautiverio, había estallado la Segunda Guerra Mundial el 1 de septiembre de 1939. La Italia fascista se mantuvo neutral en un primer momento, pero tras la invasión de Francia por parte de la Alemania Nazi, el 10 de junio de 1940 Italia declaraba la guerra a los Aliados. En julio de 1943 los aliados invaden Sicilia. El Rey de Italia, Víctor Manuel III, ordena encarcelar a Mussolini y nombra al mariscal Pietro Badoglio jefe de Gobierno. Mientras, los presos políticos antifascistas salen en libertad.

#### El retorno a la libertad y a la lucha partisana
El 7 de agosto de 1943 Pertini vuelve a ser libre, participando de inmediato en la lucha antifascista. De este modo, participa en Roma, en los combates del 8 de septiembre del mismo año contra los alemanes, furiosos por la paz firmada por Badoglio. Lucha en estos combates junto a Luigi Longo, Emilio Lussu y Giuliano Vassalli.

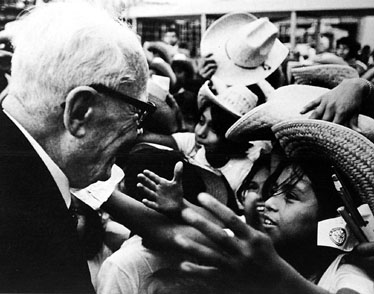
Pertini saludando a la multitud presente durante una visita a América Latina en 1981.

En plena lucha partisana es capturado por las SS, junto a Giuseppe Saragat, siendo condenado a muerte por su actividad partisana. Sin embargo, la sentencia no se cumple gracias a la acción de un grupo partisano de los Grupos de Acción Patriótica que, el 24 de enero de 1944, permite su fuga durante su detención en la cárcel de Regina Coeli. Tras su nueva liberación, parte desde Roma a Milán, para participar activamente en la Resistencia como miembro del Comité de Liberación Nacional y con el intento político de reorganizar el partido socialista.
Tras la liberación de Roma en julio de 1944, es requerido en la ciudad por Pietro Nenni. Para llegar hasta ella, Pertini debía viajar a Génova, ciudad ocupada por las tropas fascistas, para entrar en contacto con el monárquico Edgardo Sogno, que le debe poner en contacto con los aliados para hacerle entrar en Roma mediante un vuelo desde Córcega. Sin embargo, al llegar a Génova, descubre que Sogno ya ha partido hacia Córcega. Encontrándose abandonado marcha a La Spezia, ciudad en la que había contactado ya con algunos partisanos. De allí se marcha a Florencia, en solitario y a pie. En Florencia, entra en contacto con el profesor Gaetano Pieraccini, en su estudio de la calle Cavour. Gracias a Pieraccini, Pertini encuentra refugio en la calle Ghibellina. Después de la liberación de la ciudad marcha finalmente hacia Roma.

#### Vuelta al norte y liberación de Milán
Al llegar a Roma entiende rápidamente que su presencia allí es inútil, piensa que Roma será liberada en breve por el ejército estadounidense. Muestra su intención de marchar de nuevo al norte, apela a su rol de Jefe Militar del Comité de Liberación de Alta Italia -ya que era secretario del Partido Socialista en toda la Italia ocupada- en representación de los socialistas.
Le son suministrados documentos falsos, con el nombre de Nicola Durano y en avión viaja de Nápoles a Lyon, de ahí a Dijon y, una vez llegado a Chamonix, entra en contacto con la resistencia francesa. Con su ayuda atraviesa la frontera hacia Italia para entrar en contacto con los partisanos del Valle de Aosta. Pasó por Aosta, y después por Ivrea, hasta Turín, evitando por el camino a las patrullas y los puestos alemanes.
En abril de 1945 estuvo, junto a Leo Valiani y Luigi Longo, entre los organizadores de la insurrección de Milán. El miércoles 25 de abril de 1945 fue el mismo Pertini quien anuncia a través de la radio en nombre del pueblo italiano que el Comité de Liberación de Alta Italia asumía todos los poderes civiles y militares, proclamaba el estado de excepción en todo el territorio de su competencia, la exigencia de que se disolvieran todos los cuerpos armados fascistas, la huelga general insurreccional de la ciudad:

«Lavoratori! Sciopero generale contro l'occupazione tedesca, contro la guerra fascista, per la salvezza delle nostre terre, delle nostre case, delle nostre officine. Come a Genova e Torino, ponete i tedeschi di fronte al dilemma: arrendersi o perire.»

Cuya traducción sería:

¡Trabajadores! Huelga general contra la ocupación alemana, contra la guerra fascista, por la salvación de nuestras tierras, de nuestras casas, de nuestras oficinas. Como en Génova y Turín, poned a los alemanes de frente al dilema: rendirse o morir.

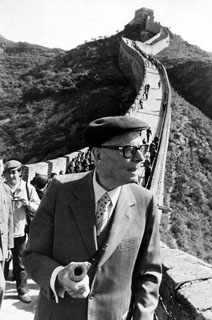
Pertini en la Gran Muralla China, 1980.

El mismo 25 de abril se reúne el Comité de Liberación Nacional de Alta Italia en el colegio de los salesianos en la Vía Copernico en Milán. Presidido por Longo, Emilio Sereni, Pertini y Valiani el Comité decretó, a continuación de un fallido intento de mediación del cardenal Alfredo Ildefonso Schuster, la condena a muerte de Benito Mussolini.
Nada más producirse la muerte del dictador, Pertini escribe en una columna de Avanti!:

[...]Mussolini si comportò come un vigliacco, senza un gesto, senza una parola di fierezza. Presentendo l'insurrezione si era rivolto al cardinale arcivescovo di Milano chiedendo di potersi ritirare in Valtellina con tremila dei suoi. Ai partigiani che lo arrestarono offrì un impero, che non aveva. Ancora all'ultimo momento piativa di aver salva la vita per parlare alla radio e denunciare Hitler che, a suo parere, lo aveva tradito nove volte [...].

Cuya traducción sería:

Mussolini se comportó como un cobarde, sin un gesto, sin una palabra de fiereza. Presintiendo la insurrección se había dirigido al cardenal arzobispo de Milán pidiendo poder retirarse a Valtellina con tres mil de los suyos. A los partisanos que lo arrestaron ofreció un imperio, que no tenía. Incluso en el último momento suplicaba que le salvaran la vida para hablar en la radio y denunciar a Hitler que, a su parecer, lo había traicionado nueve veces [...].

Según Pertini, la emoción mostrada durante la liberación de Milán fue una experiencia que confirmó su idea de la capacidad del pueblo italiano de cumplir las más grandes cosas sea cual fuese el ánimo por el soplo de la libertad y el socialismo. A menudo recordaba melancólicamente que, el 25 de abril mientras participaba en la fiesta de la liberación, su hermano menor Eugenio, era asesinado en un campo de concentración.

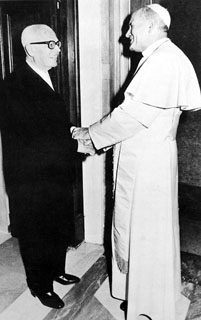
Pertini con el papa Juan Pablo II.

El 8 de junio de 1946 se casa con la periodista y partisana Carla Voltolina, a la que conoció durante la liberación de Milán.

### Carrera política en la Italiarepublicana
El final de la Segunda Guerra Mundial sacudió duramente la estructura política italiana. El Rey Víctor Manuel III fue obligado a abdicar, ascendiendo al trono su hijo Humberto II. Sin embargo, el ascenso al poder de Mussolini había desprestigiado a la monarquía. Por ello, en un referéndum celebrado el 2 de junio de 1946 la mayoría de los italianos se decantaban por la república, instaurando un sistema de gobierno que persiste en la actualidad.

#### La posguerra
En abril de 1945, Pertini se convierte en secretario nacional del Partido Socialista Italiano de Unidad Proletaria, denominación tomada por el Partido Socialista Italiano (PSI) entre 1943 y 1947. Permanecería en ese cargo hasta agosto de 1946. Mientras, el PSI atravesaba graves problemas internos. En el XXV Congreso del partido, celebrado en Roma desde el 9 al 13 de enero, Pertini destaca por intentar evitar la escisión de la corriente reformista liderada por Giuseppe Saragat. Pese a sus esfuerzos como mediador, la escisión se consuma, naciendo el Partito Socialista dei Lavoratori Italiani, futuro Partido Socialista Democrático Italiano.
Pese a su intención de unir en un mismo frente a todo el socialismo, defendió la autonomía del PSI frente al Partido Comunista Italiano. En tal sentido, se opone al Frente Democrático Popular que une al PSI y al PCI para las elecciones de 1948. Su posición fue minoritaria, dentro del partido prevalece la del líder Pietro Nenni, partidario del Frente.

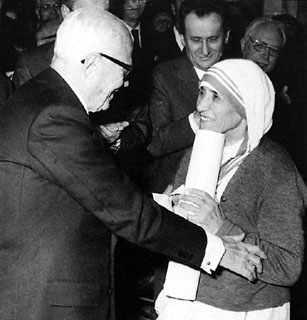
El político con Teresa de Calcuta.

Es elegido diputado socialista de la Asamblea Constituyente, encargada de redactar la Constitución de Italia. Pertini participó activamente en la escritura del Título I, referente a los derechos civiles. Desde el inicio de la etapa republicana, fue adverso a las amnistías a los criminales fascistas.
En la Primera Legislatura es nombrado senador gracias a la tercera disposición transitoria de la Constitución de la Républica italiana, convirtiéndose en el líder del grupo socialista en el Senado. El 27 de marzo de 1949, durante la 583.ª sesión senatorial, declaró el voto contrario del PSI de la adhesión del país al Tratado del Atlántico Norte, soporte de la OTAN. Fundamentó su voto en contra en que según él era un instrumento de guerra y antisoviético que sólo servía para dividir Europa.
Después de su inicio parlamentario, fue reelegido como miembro de la Cámara de Diputados en 1953, 1958, 1963, 1968, 1972 y 1976, por los colegios de Génova-Imperia-La Spezia-Savona. Durante su labor como diputado ocupó diversos cargos: presidente de la Comisión Parlamentaria para los Asuntos Internos, después para los Asuntos Constitucionales y en 1963 vicepresidente de la Cámara. Finalmente, de 1968 a 1976 sería el presidente. En la primera ocasión fue elegido presidente de la cámara con 364 votos de 583 posibles y en la segunda con 519 de 615 posibles. Siendo Presidente de la Cámara se niega a firmar el aumento de las dietas y gastos de representación de los parlamentarios italianos.
Lo sucede en el cargo el comunista Pietro Ingrao.
En esta etapa como diputado, Pertini demuestra públicamente su rechazo al partido neo fascista Movimiento Social Italiano, mostrándose absolutamente contrario a la celebración de un congreso de ese partido en Génova en 1960, dentro del panorama político de colaboración del Movimiento con el gobierno de Fernando Tambroni-Armaroli. Denuncia en la Cámara de Diputados la dura represión de las fuerzas del orden contra los manifestantes. Estos enfrentamientos causarían después la muerte de varios manifestantes lo que causaría la caída del gobierno de Armaroli.
En la primavera de 1978, durante el secuestro de Aldo Moro, fue uno de los pocos políticos socialistas que defendieron la línea de firmeza contra las Brigadas Rojas.

#### Presidencia de la República

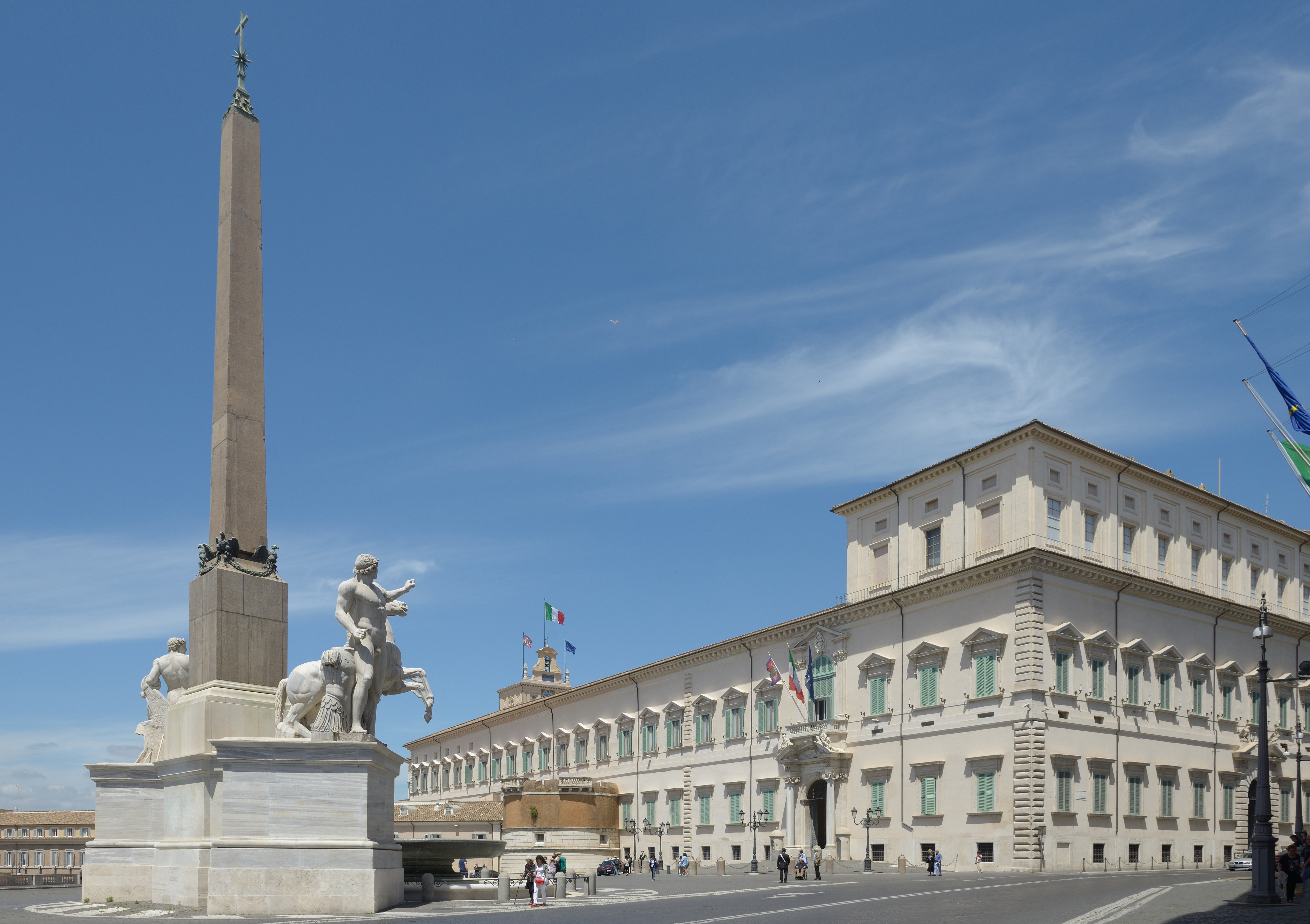
El palazzo del Quirinale es la residencia oficial de los presidentes de Italia, sin embargo, Pertini siguió viviendo en su apartamento romano.

En Italia, el presidente, con poderes meramente representativos, es elegido por el Parlamento, en una reunión conjunta de las dos cámaras. En las tres primeras votaciones se debe obtener una mayoría de dos tercios. En las siguientes basta con una mayoría absoluta. Normalmente, los partidos políticos van pactando el candidato según avanza la votación. De ese modo, la elección se puede retrasar varios días e incluso semanas.
La elección del séptimo presidente comenzó el 29 de junio de 1978, tras la dimisión de Giovanni Leone. Pertini fue elegido presidente en la decimosexta votación con 832 votos sobre 995, es decir, una amplia mayoría, de hecho, la más amplia de toda la historia de Italia. En las votaciones anteriores Pertini había obtenido solamente un puñado de votos. En las primeras votaciones, se destacaron tres nombres, Guido Gonella, de la Democracia Cristiana, Giorgio Amendola, comunista y Pietro Nenni, socialista. Los partidos van retirando sus candidatos menos los comunistas que mantienen a Amendola, que no sale elegido por el alto número de abstenciones. En las últimas votaciones, los socialistas intentan proponer a Francesco De Martino, sin conseguir el consenso. Sólo Pertini logra unir los votos de los tres grandes partidos, siendo así elegido el 8 de julio de 1978. Permanecería en el cargo hasta 1985.
Tras realizar el juramento como presidente, en su discurso de investidura recordó a su compañero de cárcel y amigo Antonio Gramsci y declaró la necesidad de poner fin a la violencia terrorista que en aquellos días asolaba Italia. Para ello recordó el trágico asesinato de Aldo Moro cometido por las Brigadas Rojas.
Durante su mandato, contribuyó a forjar una figura de presidente como emblema de la unidad del pueblo italiano. Gracias a su estatura moral, consiguió atraer a los ciudadanos a las instituciones, en un momento difícil conocido como los anni di piombo (años de plomo). En los años setenta, el desencanto con la política era total, la violencia ascendía rápidamente, por un lado las Brigadas Rojas y por otro la extrema derecha y la Operación Gladio. La llegada a la presidencia de Pertini y su espíritu de moderador, consiguieron acabar en parte con la violencia, devolviendo la tranquilidad al país.

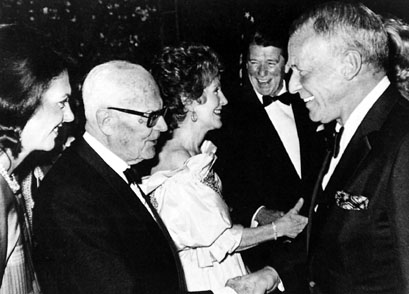
Pertini con Frank Sinatra.

Su figura está ligada a la llegada de momentos felices para el pueblo italiano, tras un largo periodo de sufrimiento que a veces rebrotaba. A menudo se recuerda su presencia en Madrid en la final de la Copa Mundial de Fútbol de 1982 o como estuvo presente en las tareas de salvamento de un niño de seis años caído a un pozo, que terminaría muriendo conmocionando a la sociedad italiana.
El 23 de noviembre de 1980 hubo un terremoto en Irpinia. Pocos días después, sorprendentemente, Pertini denunció la ineficacia e impotencia del Estado ante el desastre en un programa de televisión. Además, denunció a los políticos que habían especulado sobre la desgracia, como ya ocurrió en otro terremoto acaecido en 1968 en Sicilia.
Como presidente de la República nombró a cinco senadores vitalicios, el máximo que le permitía la Constitución en su artículo 59. Lo senadores fueron el político e historiador Leo Valiani, el actor Eduardo De Filippo, la política y partisana Camilla Ravera (primera mujer en recibir este cargo), el crítico literario y rector Carlo Bo y el filósofo Norberto Bobbio.
Pertini participó activamente en el entierro del político comunista Enrico Berlinguer en 1984, hasta el punto de partir hacia Roma con un vuelo presidencial para escoltar al cortejo fúnebre. Leonilde Iotti agradeció públicamente la presencia de Pertini desde el palco de autoridades, consiguiendo un fuerte aplauso de los presentes. Del mismo modo, participó en 1981 en el cortejo fúnebre del presidente egipcio Anwar el-Sadat, asesinado por unos fanáticos.
Aprovechando su puesto, se enfrentó directamente a la mafia, denunciado la "nefasta actividad contra la humanidad" y previniendo siempre a no confundir los fenómenos criminales de la mafia, de la camorra, de la 'Ndrangheta con los lugares y poblaciones en los que está presente.
En el discurso del fin de año de 1982 comenta expresamente el problema mafioso, recordando la figura del diputado Pio La Torre y el general Carlo Alberto Dalla Chiesa:

«Vi sono altri mali che tormentano il popolo italiano: la camorra e la mafia. Quello che sta succedendo in Sicilia veramente ci fa inorridire. Vi sono morti quasi ogni giorno. Bisogna stare attenti a quello che avviene in Sicilia e in Calabria e che avviene anche con la camorra a Napoli. Bisogna fare attenzione a non confondere il popolo siciliano, il popolo calabrese ed il popolo napoletano con la camorra o con la mafia. Sono una minoranza i mafiosi. E sono una minoranza anche i camorristi a Napoli.

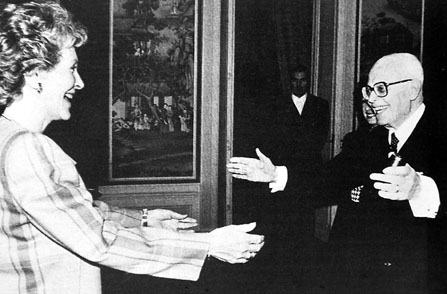
Nancy Reagan y Pertini en 1985.

Prova ne sia questo: quando è stato assassinato Pio La Torre, vi era tutta Palermo intorno al suo feretro. Quando è stato assassinato il gen. Dalla chiesa, con la sua dolce, soave compagna, che è stata più volte qui a trovarmi, proprio in questo studio, tutta Palermo si è stretta intorno ai due feretri per protestare.
Quindi il popolo siciliano, il popolo calabrese ed il popolo napoletano sono contro la camorra e contro la mafia.»

Una traducción aproximada sería:

Aquí están otros males que atormentan al pueblo italiano: la camorra y la mafia. Aquello que está sucediendo en Sicilia verdaderamente nos hace horrorizar. Hay muertos casi cada día. Hay que estar atentos a aquello que ocurre en Sicilia y en Calabria y que ocurre también con la camorra en Nápoles. Hay que prestar atención en no confundir al pueblo siciliano, al pueblo calabrés y al pueblo napolitano con la camorra en Nápoles. Son una minoría los mafiosos. Y son una minoría también los camorristas en Nápoles.
Prueba de esto: cuando fue asesinado Pio La Torre, ahí estaba toda Palermo junto a su féretro. Cuando fue asesinado el general Dalla Chiesa, con su mujer, suave compañía, que fue muchas veces quien me encontró, precisamente en este despacho, toda Palermo se apretó junto a los dos féretros para protestar.
Por lo tanto, el pueblo calabrés y el pueblo napolitano están contra la camorra y contra la mafia.

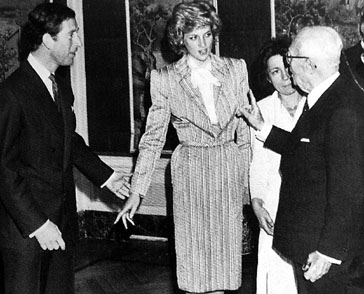
Carlos de Gales, su entonces esposa Lady Di y Pertini en 1985.

En su lucha contra la mafia, disolvió el consejo municipal de Limbadi (en la provincia Vibo Valentia) en 1983 porque había sido elegido un jefe mafioso. En el discurso de fin de año del 1983 volvería a recalcar su idea de no confundir los lugares con las mafias, comparando éstas con una enfermedad en un cuerpo sano. Además, en el discurso, alabó ampliamente al pueblo siciliano.
La presidencia de Pertini favoreció el ascenso del primer socialista al poder. En 1983 decide encargar gobierno a Bettino Craxi, que es apoyado por el pentapartito. Por dos años y por primera vez en la historia italiana, fueron socialistas tanto el presidente como el primer ministro. Sin embargo, el presidente tuvo diversos enfrentamientos con Craxi. Pertini no aceptaba el modo de hacer política de Craxi, como por ejemplo, en el XLII Congreso del Partido Socialista Italiano, celebrado en Verona, cuando Craxi fue elegido por aclamación secretario general del partido en vez de con la típica votación. Los enfrentamientos entre los dos políticos se mantuvieron, en cualquier modo, siempre dentro de un ambiente de cordialidad y respeto. Antonio Ghirelli, entonces portavoz de la presidencia, cuenta la anécdota de que cuando a Craxi se le encargó formar gobierno, este fue al Palacio presidencial vestido con vaqueros, lo que molestó a Pertini al no considerarlo un vestuario adecuado para la situación.
Durante su mandato disolvió en dos ocasiones el parlamento, convocando elecciones en 1979 y 1983. Mandó formar gobierno a Giulio Andreotti, Francesco Cossiga por dos veces, Arnaldo Forlani, Giovanni Spadolini por dos veces, Amintore Fanfani y por último el ya comentado nombramiento de Craxi. También nombró a tres jueces del Tribunal Constitucional, Virgilio Andrioli, Giuseppe Ferrari y Giovanni Conso.
Su constante presencia en la vida pública fue probablemente el motivo de su gran popularidad, en los momentos cruciales de sus siete años de mandato, tanto en las difíciles como en las buenas situaciones. Fue uno de los presidentes más amados por los italianos, por su gran carisma, por su ironía y por su estilo franco y directo.

#### Senador vitalicio

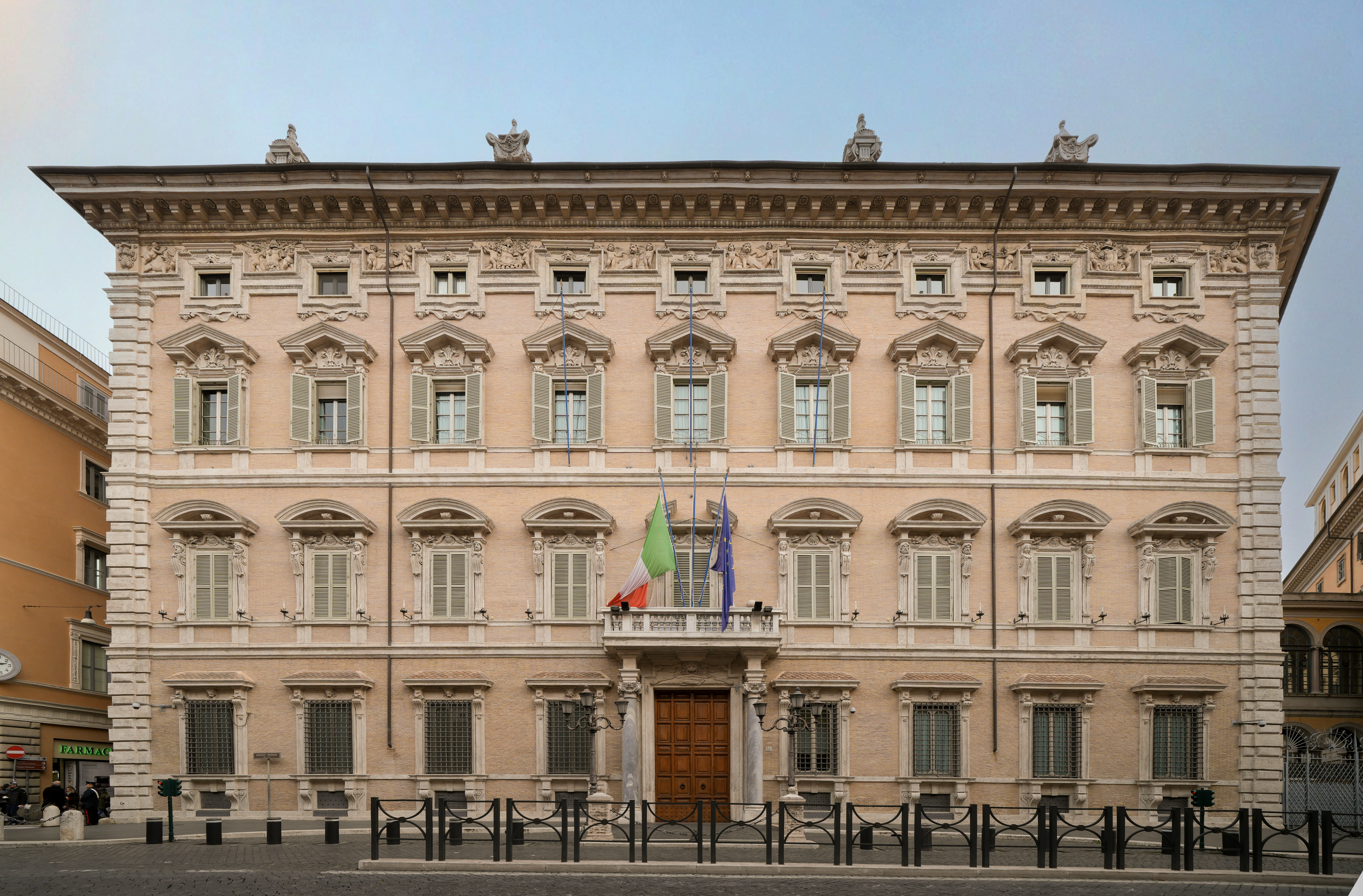
Palazzo Madama, sede del Senado de Italia

El 29 de junio de 1985, poco antes del fin legal de su mandato, dimite, dejando el puesto de Presidente tras casi siete años en el cargo. Lo sucedería el democristiano Cossiga. Al concluir su mandato se convirtió como sus predecesores en senador vitalicio. El único encargo oficial que ocupó a partir de 1985 fue la presidencia de la Fundación de Estudios Históricos "Filippo Turati", constituida en Florencia en 1985 con el objetivo de conservar el patrimonio documental del socialismo italiano.
Durante la Presidencia y después de ella no renovó el carné del Partido Socialista, dejando así de formar parte del partido, sin dejar de ser por ello profundamente socialista.
La noche del 24 de febrero de 1990, con 93 años de edad, fallece en Roma en su apartamento privado, una buhardilla situada sobre la Fontana de Trevi.

## Relaciones con políticos y otras personalidades

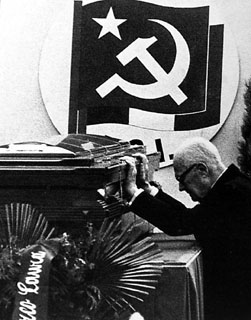
Pertini durante el funeral de Enrico Berlinguer, secretario general del PCI entre 1972 y 1984.

Pese a mostrase contrario a una unión entre socialistas y comunistas, Pertini siempre mantuvo una buena relación con los miembros del Partido Comunista, como demostró en el entierro de Enrico Berlinguer. Además, siempre tuvo un espíritu de mediador y conciliador con el resto de las fuerzas políticas. Esto se refleja en una frase pronunciada por el periodista Indro Montanelli:

«Non è necessario essere socialisti per amare Pertini. Qualunque cosa egli dica o faccia, odora di pulizia, di lealtà e di sincerità»

Traducido aproximadamente:

No es necesario ser socialista para amar a Pertini. Cualquier cosa de las que diga o haga, huele a limpio, a lealtad y a sinceridad

Sin embargo, en general no mantuvo muy buena relación con sus compañeros de partido. Aparte de los ya comentados enfrentamientos con Craxi, no dejaba a casi ningún compañero indiferente. Decía de él su compañero Riccardo Lombardi:

Corazón de león, cerebro de gallina

 Estos enfrentamientos hicieron que Pertini se fuera alejando paulatinamente del Partido Socialista, en el que, por otra parte, no dirigió ninguna corriente y grupo pese a su gran popularidad.

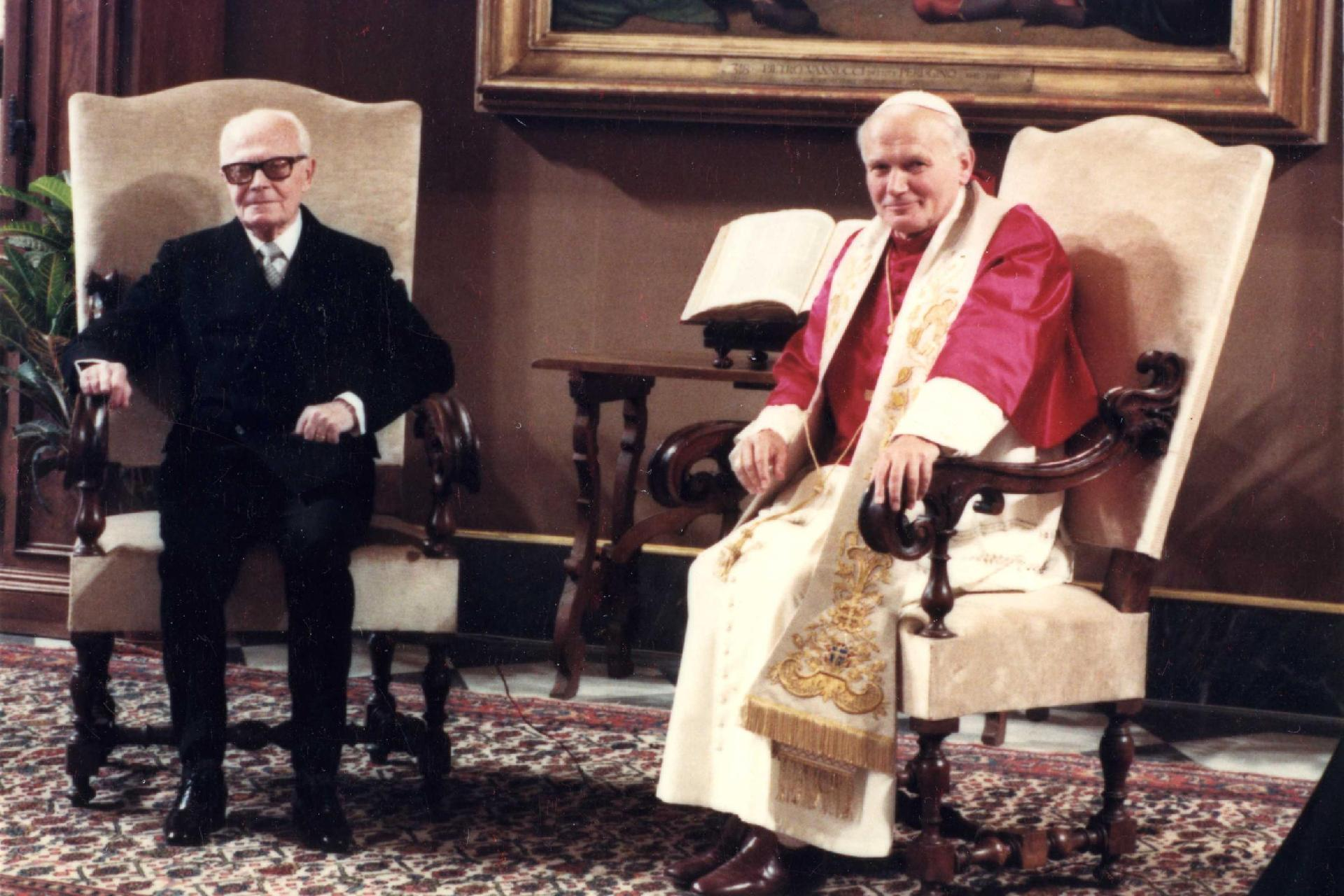
Pertini fotografiado junto a Juan Pablo II durante una audiencia en el Vaticano, 1984.

Como jefe de Estado de Italia, Pertini mantuvo contactos con dirigentes políticos extranjeros. Con François Mitterrand, presidente de Francia a partir de 1981 mantuvo siempre una mala relación, al disgustarle a Pertini las actuaciones de Mitterrand en la Cuarta República Francesa. Un ejemplo de esta mala relación es que en una visita oficial de Mitterrand a Italia, Pertini abandonó precipitadamente Roma, dejando al presidente del Senado, en aquel momento Francesco Cossiga, para que tratara con el francés.
Por último, pese a ser agnóstico, destaca su amistad con el papa Juan Pablo II. Los medios de comunicación publicaron una historia que cuenta que Pertini llamó a Juan Pablo II en el hospital donde se encontraba a punto de morir y que su esposa Clara Voltolina impidió la entrada del pontífice a la habitación del enfermo. La Fundación Sandro Pertini desmintió la noticia. El presidente de la fundación, Pietro Perri, explicó que Pertini ni siquiera fue hospitalizado, muriendo en su domicilio. Añadió, que no se permitió entrar a nadie al lecho de muerte del político, salvo al presidente Francesco Cossiga. Comentó también que en otra hospitalización de Pertini, en 1987, sí que acudió Juan Pablo II sin necesidad de pedírselo. El papa y Pertini se vieron al menos en una docena de ocasiones, llegando incluso a esquiar juntos.

## Reconocimientos
Sandro Pertini recibió diversos reconocimientos a lo largo de su vida. El más importante fue la Medalla de Oro al Valor Militar por su labor como partisano. También recibió la Cruz de Guerra y la Medalla de Oro a los méritos en Educación, Cultura y Arte. Por último, fue el primero en recibir el reconocimiento de la Medalla Otto Hahn por la Paz de la Sociedad Alemana para las Naciones Unidas, que le fue otorgada en Berlín en diciembre de 1988.
Además de las medallas, el 24 de febrero de 2007 se inauguró en Forlí un busto en bronce de Pertini. Antes, en 1990 se había construido un monumento a Pertini en Milán. La construcción suscitó las iras del centro-derecha italiano que llegó a pedir la demolición del monumento.

### Fundación Sandro Pertini
En su honor se creó el 23 de septiembre de 2002 en Florencia, a iniciativa de su esposa Carla Voltolina, la Fundación Sandro Pertini. La fundación se marca como objetivo mantener vivo el espíritu y el pensamiento del expresidente así como la organización y difusión de los libros, cuadros y fotografías y diversos documentos sobre Pertini.
Antes, el 20 de junio de 1995 se había creado en la misma ciudad la Asociación Nacional Sandro Pertini con unos objetivos similares a la Fundación.